# Hoofdorgel van de Berliner Dom

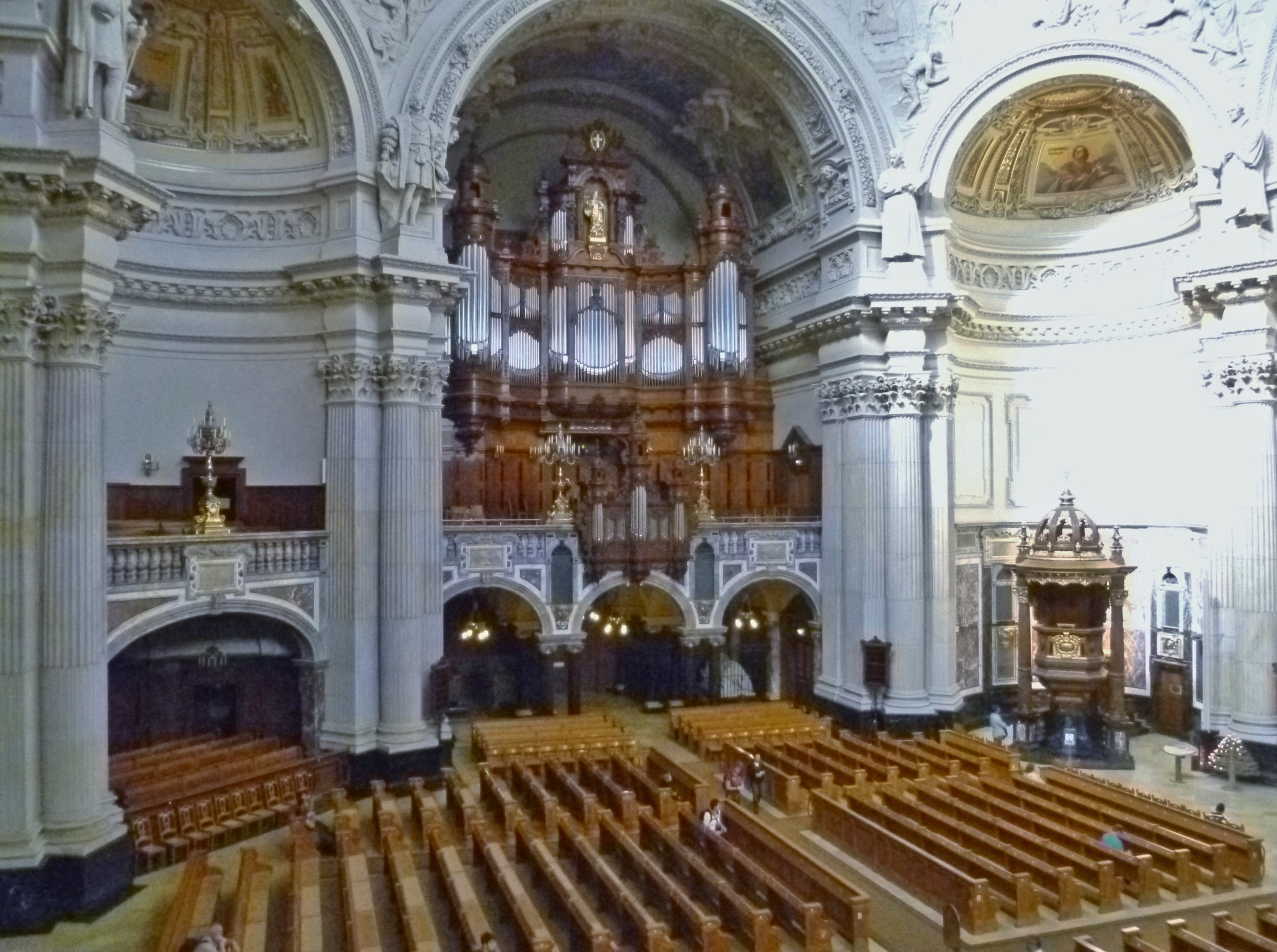
Orgel

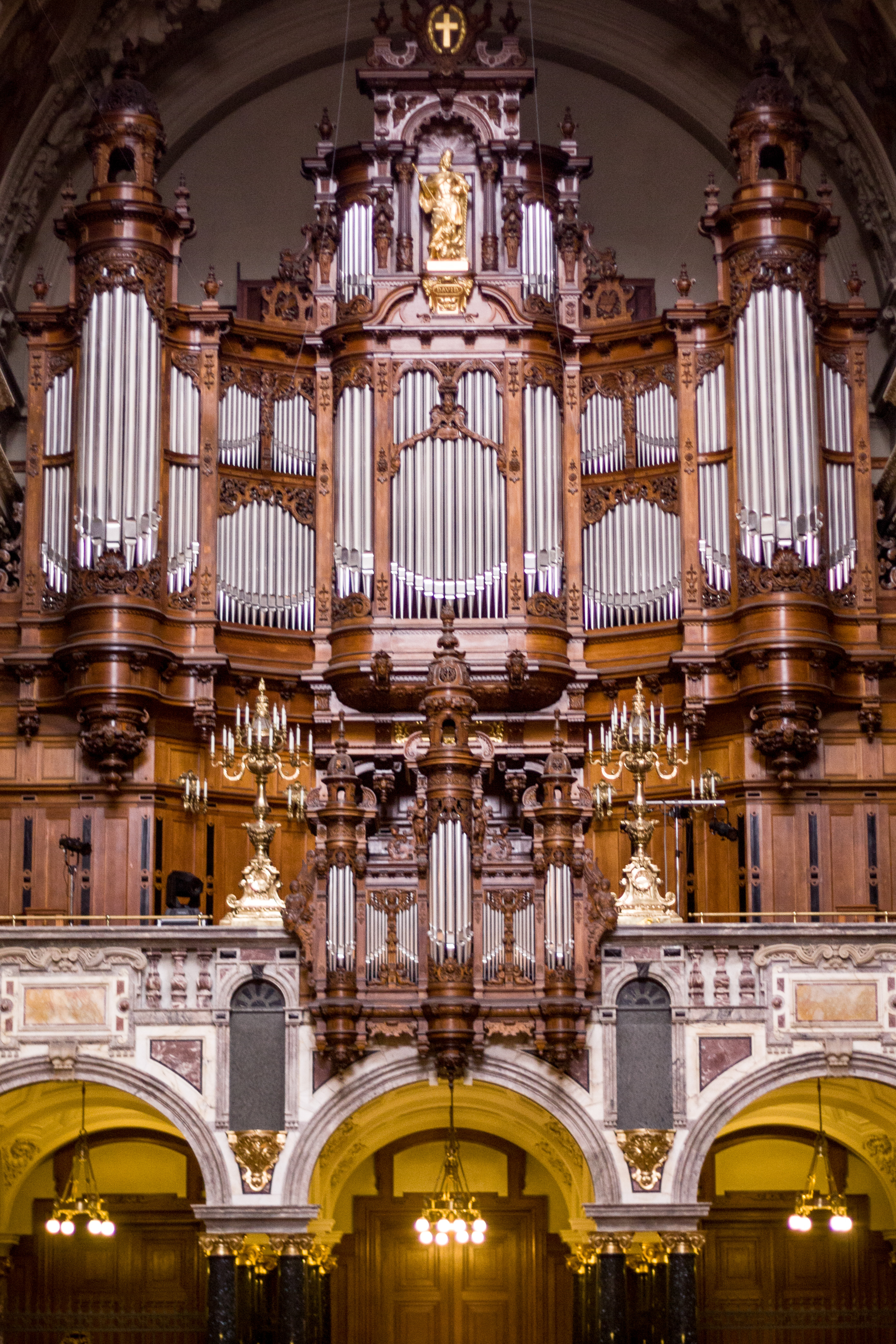
Close-up

Het Hoofdorgel van de Berliner Dom in Berlijn, is een van de twee orgels in de Berliner Dom. Het is een zeer groot orgel, en tevens het grootste orgel gebouwd door Wilhelm Sauer uit Frankfurt (Oder).
In de Neue Domkirche van Berlijn, gebouwd tussen 1894 en 1905, bouwde Sauer het grootste orgel uit de geschiedenis van het bedrijf. Na de oplevering was het met 113 stemmen het grootste instrument in Duitsland. Het orgel is tegelijk met het kerkgebouw ingewijd op 27 februari 1905. De frontpijpen werden in 1917 gevorderd voor de oorlogsindustrie, en pas in 1928 vervangen door nieuwe exemplaren. Onder invloed van organist Fritz Heitmann en de Orgelbewegung volgden enkele wijzigingen in 1932.
Plannen voor een volledige verbouwing werden door de Tweede Wereldoorlog doorkruist. In 1945 raakte de koepel van de kerk zwaar beschadigd bij bombardementen. Het orgel stond tot 1953 in de buitenlucht. Plannen van Heitmann voor een nieuw orgel in de oude kas werden niet uitgevoerd. In 1975 begon de restauratie van de kerk, en inmiddels was besloten het orgel te handhaven. In 1985 kreeg de firma VEB Orgelbau Sauer de opdracht het orgel te restaureren. In 1991 werd besloten het te reconstrueren naar de oorspronkelijke staat. Het werk werd in 1993 voltooid.
Het orgel is weer geheel in de originele toestand hersteld, met uitzondering van twee superoctaafkoppels (op Manuaal I uit 1993 en op Manuaal II uit de jaren twintig) en de tremulanten uit 1932. Het aantal pijpen van het orgel bedraagt 6954.
De dispositie luidt:
| I Hauptwerk C–a3  |       |
| Prinzipal         | 16′   |
| Majorbaß          | 16′   |
| Prinzipal         | 8′′   |
| Doppelflöte       | 8     |
| Prinzipal amabile | 8′    |
| Flute harmonique  | 8′    |
| Viola di Gamba    | 8′    |
| Bordun            | 8′    |
| Gemshorn          | 8′    |
| Quintatön         | 8′    |
| Harmonika         | 8′    |
| Gedacktquinte     | 51/3′ |
| Oktave            | 4′    |
| Flute octaviante  | 4′    |
| Fugara            | 4′    |
| Rohrflöte         | 4′    |
| Oktave            | 2′    |
| Rauschquinte II   |       |
| Gosscymbel III    |       |
| Scharff III–V     |       |
| Kornett III–IV    |       |
| Bombarde          | 16′   |
| Trompete          | 8′    |
| Clairon           | 4′    |

| II Brustwerk C–a3 |      |
| Prinzipal         | 16′  |
| Quintatön         | 16′  |
| Prinzipal         | 8′   |
| Doppelflöte       | 8′   |
| Geigenprinzipal   | 8′   |
| Spitzflöte        | 8′   |
| Salicional        | 8′   |
| Soloflöte         | 8′   |
| Dulciana          | 8′   |
| Rohrflöte         | 8′   |
| Oktave            | 4′   |
| Spitzflöte        | 4′′  |
| Salicional        | 4    |
| Flauto Dolce      | 4′   |
| Quinte            | 2/3′ |
| Piccolo           | 2′   |
| Mixtur IV         |      |
| Cymbel III        |      |
| Kornett III       |      |
| Tuba              | 8′   |
| Klarinette        | 8′   |

| III Schwellwerk C–a3     |       |
| Salicional               | 16′   |
| Bordun                   | 16′   |
| Prinzipal                | 8′    |
| Hohlflöte                | 8′    |
| Gemshorn                 | 8′    |
| Schalmei                 | 8′    |
| Konzertflöte             | 8′    |
| Dolce                    | 8′    |
| Gedeckt                  | 8′    |
| Unda maris               | 8′    |
| Oktave                   | 4′    |
| Gemshorn                 | 4′    |
| Quintatön                | 4′    |
| Traversflöte             | 4′    |
| Nasard                   | 2/3′  |
| Waldflöte                | 2′    |
| Terz                     | 23/5′ |
| Mixtur III               |       |
| Trompete                 | 8′    |
| Cor anglais              | 8′    |
| Glockenspiel Rückpositiv |       |
| Flötenprinzipal          | 8′    |
| Flöte                    | 8′    |
| Gedackt                  | 8′    |
| Dulciana                 | 8′    |
| Zartflöte                | 4′    |

| IV Schwellwerk C–a3   |      |
| Lieblich Gedackt      | 16′  |
| Prinzipal             | 8′   |
| Traversflöte          | 8′   |
| Spitzflöte            | 8′   |
| Lieblich Gedackt      | 8′   |
| Quintatön             | 8′   |
| Aeoline               | 8′   |
| Voix céleste          | 8′   |
| Prestant              | 4′   |
| Fernflöte             | 4′   |
| Violine               | 4′   |
| Gemshornquinte        | 2/3′ |
| Flautino              | 2′   |
| Harmonia aetheria III |      |
| Trompete              | 8′   |
| Oboe                  | 8′   |
| Vox Humana            | 8′   |
|                       |      |
| Tremolo zu Vox humana |      |

| Pedal C–f1        |        |
| Prinzipal         | 32′    |
| Untersatz         | 32′    |
| Prinzipal         | 16′    |
| Offenbaß          | 16′    |
| Violon            | 16′    |
| Subbaß            | 16′    |
| Gemshorn          | 16′    |
| Liebliche Gedackt | 16′    |
| Quintbaß          | 102/3′ |
| Prinzipal         | 8′     |
| Flötenbaß         | 8′     |
| Violoncello       | 8′     |
| Gedackt           | 8′     |
| Dulciana          | 8′     |
| Quinte            | 51/3′  |
| Oktave            | 4′     |
| Terz              | 31/5′  |
| Quinte            | 2/3′   |
| Septime           | 2/7′   |
| Oktave            | 2′     |
| Mixtur III        |        |
| Kontraposaune     | 32′    |
| Posaune           | 16′    |
| Fagott            | 16′    |
| Trompete          | 8′     |
| Clairon           | 4′     |

Koppelingen: Manuaal I - Manuaal II, Manuaal I - Manuaal III, Manuaal I - Manuaal IV, Manuaal II - Manuaal III, Manuaal II - Manuaal IV, Manuaal III - Manuaal IV, Pedaal - Manuaal I, Pedaal - Manuaal II, Pedaal - Manuaal III, Pedaal - Manuaal IV, Superoctaafkoppel Manuaal I, Superoctaafkoppel Manuaal II, Tuttikoppel.
Speelhulpen: 3 vrije combinaties voor Manuaal I, II, III en Pedaal, 1 vrije combinaties voor Manuaal IV en Rückpositiv, 2 vaste combinaties (forte en tutti), Tongwerken af, Pedaal piano, Pedaal mezzoforte, Registerzweller.